# Граф Мерионет
Граф Мерионет — титул пэра Соединенного Королевства, созданный в 1947 году вместе с титулами герцога Эдинбургского и барона Гринвича для Филиппа Маунтбеттена, мужа принцессы Елизаветы — будущей королевы Англии Елизаветы II). Мерионетшир является одним из тринадцати исторических графств Уэльса, вице-графством и бывшим административным графством.
После смерти принца Филиппа в 2021 титул унаследовал его старший сын, принц Уэльский Чарльз. Когда же он после смерти 8 сентября 2022 года матери, Елизаветы II, стал королём Англии (под именем Карла III), титул был присоединён к короне.

## Графы Мерионет
| №  | Граф | Фото | Брак                                                                                              | Рождение                                                                                            | Смерть                                               |
| -- | --- | ---- | ------------------------------------------------------------------------------------------------- | --------------------------------------------------------------------------------------------------- | ---------------------------------------------------- |
| 1. | Принц Филипп Маунтбэттен (1947—2021) также: герцог Эдинбургский и барон Гринвич (1947)                                                                           |      | Принцесса Елизавета 20 ноября 1947 года 4 детей                                                   | 10 июня 1921 года Мон Репо, Корфу сын принца Греции и Дании Андрея и принцессы Алисы Баттенбергской | 9 апреля 2021 года Виндзорский замок, Виндзор 99 лет |
| 2. | Карл III Дом Виндзоров (2021—2022) также: принц Уэльский и граф Честер (1958), герцог Корнуолл, герцог Ротсей (1952), герцог Эдинбургский и барон Гринвич (2021) |      | Леди Диана Спенсер 29 июля 1981 — 28 августа 1996 2 детей Камилла Паркер Боулз 9 апреля 2005 года | 14 ноября 1948 года Букингемский дворец, Лондон сын принца Филиппа и королевы Елизаветы II          | сейчас 73 года 300 дней                              |